# Rietwijkeroorder polder
De Rietwijkeroorder polder was een polder in het noordwesten van de Nederlandse gemeente Nieuwer-Amstel. In het laatste kwart van de 17e eeuw werd het veenweidegebied van Rietwijkeroord ingericht tot polder. De polder valt onder het hoogheemraadschap van Rijnland.
De polder werd aan de westkant begrensd door de Haarlemmermeer (later Ringvaart van de Haarlemmermeer), aan de noordkant de ringdijk, tegenwoordig de Koenenkade, aan de oostkant de Bleekerskade en aan de zuidkant de Schinkelkade, thans de Burgemeester A. Colijnweg. Er was één weg door de polder van noord naar zuid, de Noorddijk, met daaraan de buurtschap De Noord. Na de vervening was er in de droogmakerij één weg van oost naar west, de Vliegveldweg. Er was in de polder geen bebouwing meer. Aan de noordelijke rand staat nog wel Boerderij Meerzicht aan de Koenenkade.
In 1879 werd een aanvang gemaakt met de vervening van de polder. Voordien durfde men dit niet aan wegens het overstromingsgevaar door de nabije Haarlemmermeer, die in 1852 drooggemaakt was. Aanvankelijk was vastgelegd dat de ringdijk aan het einde van het achtste verveningsjaar gereed moest zijn, uiteindelijk was de vervening pas voltooid in 1904 en kon de polder worden drooggemaakt. Dertig jaar later werd hier begonnen met de aanleg van het Amsterdamse Bos.
Aan de noordelijke ringdijk, tegenwoordig Koenenkade stond een poldermolen uit 1832. Deze werd afgebroken in 1905 toen de polder was uitgeveend en werd vervangen door een stoomgemaal aan de westelijke ringdijk. Het polderpeil bedraagt NAP - 4,58 m.
Ten noorden van de polder lag buitendijks boezemland langs het Nieuwe Meer. Deze oeverlanden zijn in de 19e eeuw ingepolderd en vormen nu de Polder Meerzicht. Vanaf circa 1917 tot 1940 stond hier een windmotor van Amerikaanse model. In april 1940 is deze omgewaaid.